# Lijst van heersers van Mecklenburg
Dit is een lijst van heersers van Mecklenburg. Ondanks diverse delingen bleef Mecklenburg een politieke eenheid en voerden de hoofden van de verschillende linies dezelfde titel  (groot)hertog van Mecklenburg.

## Vorsten (koningen) der Obotrieten
- Niklot, vorst der Obotrieten, heer van Schwerin 1131-1160
- Pribislaw, vorst der Obotrieten (zoon) 1160-1178

## Vorsten van Mecklenburg
- Hendrik Borwin I (zoon) 1179-1219
- Hendrik Borwin II (zoon) 1219-1226; heer van Rostock 1225-1226

### Linie Johan I
- Johan I (zoon) 1226-1264; heer van Rostock en Wismar
- Hendrik I (zoon) 1264-1275 en 1298-1302
- Hendrik II de Leeuw (zoon) 1287-1329; heer van Stargard
- Johan II (broer van Hendrik I) 1275-99
- Johan III (zoon van Hendrik II) 1287-1289, heer van Wismar
- Albrecht I (broer van Hendrik I) 1264-1265
- Nicolaas III (broer van Hendrik I) -1289/90

### Linie Nicolaas I (Werle)
- Nicolaas I (zoon van Hendrik Borwin II); heer van Werle

## Hertogen van Mecklenburg (linieMecklenburg-Schwerin (I))
- Albrecht II de Grote (1352-1379)
- Albrecht III (1379-1412), ook koning van Zweden (1364-1389)
- Magnus I (1379-1385)
- Hendrik III (1379-1383)
- Albrecht III (1383-1388)
- Johan IV (1385-1390)
- Johan II van Mecklenburg-Stargard (1390-1417)
- Albrecht IV (1417-1423)
- Johan V (1423-1442)
- Hendrik IV (1423-1477)
- Albrecht VI (1464-1483)
- Johan VI (1464-1474)
- Magnus II (1477-1503)
- Balthasar (1477-1507)
- Hendrik V (1503-1552)
- Johan Albrecht I (1547-1576)
- Johan VII (1576-1592)
- Sigismund Augustus (1576-1603)
- Adolf Frederik I (1592-1628)
- Johan Albrecht II (1592-1610,1631-1658)
- 1628-1631: Albrecht von Wallenstein (1628-1631)
- 1658-1692: Christiaan Lodewijk I (1658-1692)

## Hertogen van Mecklenburg (linie Mecklenburg-Güstrow)
- 1503-1547: Albrecht VI
- 1534-1547 : Albrecht VII
- 1547-1576 : Johan Albrecht I
- 1576-1610 : Ulrich
- 1610-1621 : Adolf Frederik I
- 1610-1628 : Johan Albrecht II
- 1628-1631 : Albrecht von Wallenstein
- 1631-1636 : Johan Albrecht II (opnieuw)
- 1636-1695 : Gustaaf Adolf.

## (Groot)hertogen van Mecklenburg (linieMecklenburg-Schwerin (II))
- 1692-1713: Frederik Willem
- 1713-1728: Karel Leopold
- 1728-1756: Christiaan Lodewijk II
- 1756-1785: Frederik II de Vrome
- 1785-1837: Frederik Frans I (sinds 1815 groothertog)
- 1837-1842: Paul Frederik
- 1842-1883: Frederik Frans II
- 1883-1897: Frederik Frans III
- 1897-1918: Frederik Frans IV (afgetreden)

## (Groot)hertogen van Mecklenburg (linieMecklenburg-Strelitz)
- 1701-1708: Adolf Frederik II
- 1708-1752: Adolf Frederik III
- 1752-1794: Adolf Frederik IV
- 1794-1816: Karel II (sinds 1815 groothertog)
- 1816-1860: George
- 1860-1904: Frederik Willem
- 1904-1914: Adolf Frederik V
- 1914-1918: Adolf Frederik VI
- 1918 : Frederik Frans IV van Mecklenburg-Schwerin (plaatsvervanger)